# 林冲
林 冲（りん ちゅう）は、中国の小説で四大奇書の一つである『水滸伝』の登場人物。

## 概要
天雄星の生まれ変わりで、林教頭とも呼ばれる。序列は梁山泊第六位の好漢。あだ名は豹子頭（ひょうしとう）で、豹のような顔という意味。これは『三国志演義』における張飛の容貌「豹頭環眼 燕頷虎鬚」と同一の描写がなされており、得物が蛇矛であることから張飛をなぞらえているとされるが、京劇や近年の挿絵、連環画などでは悲劇性を強調するため線の細い美男子として描かれる事が多い。これは『水滸伝』とは別に成立した『林冲宝剣記』という戯曲の設定を引き継いだものと考えられている。
登場時34、5歳。槍棒を得意とし武芸の腕は梁山泊の中でも屈指。真面目な性格だが、上司や親友に裏切られ姦計によって命を狙われた事が性格に影を落とし、罪人となってからは酒を売らない百姓に怒って槍を振り回すなど粗暴な一面も見受けられる。また、愛妻家でもある。義兄弟は魯智深。『水滸伝』序盤の連続する好漢説話の3番目に登場し、その悲劇的な境遇から人気が高い。日本のテレビドラマ『水滸伝』では彼を主役として物語が構成されている。

## 物語中での活躍
首都開封で禁軍の教頭として妻と暮らしていたが、その妻を上司である高俅の養子・高衙内に横恋慕されてしまう。高衙内は林冲の親友・陸謙らの協力を得て夫人に迫るが、間一髪の所で林冲に見破られ未遂に終った。しかし、それを知った高俅により罠に嵌められ、滄州へ流罪となった。護送中に高俅の命を受けた端公（役人）の薛覇と董超に命を狙われるが、魯智深により助けられる。流刑先では柴進の世話になり、柴進の食客の洪教頭が林冲と決闘を申し渡したために、これに打ち勝った。その後は魯智深と別れて、柴進の手紙を滄州の牢奉行に渡して刑に服していたが、開封から命を狙ってきた高俅配下の旧友の陸謙・富安と林冲暗殺の依頼を受けた牢奉行・牢役人頭らを返り討ちにしたため逃亡する。
柴進の仲介で梁山泊へ身を寄せることにする。林冲の実力を恐れた首領の王倫から入山を断られそうになるが、宋万らのとりなしで、3日以内に旅人を殺し金目の物を奪うという入山条件を提示され、3日目に現れた楊志と打ち合うが決着はつかなかった。王倫は、楊志を引き込み林冲と競わせれば自分の地位は安泰のまま山塞の戦力が強化されると目論み、楊志に入山を勧めるが断られたため、渋々林冲のみが入山を認められた。その後、梁山泊へ晁蓋らが逃れてきた際に、王倫はやはり自分の地位保全のために入山を渋る。林冲は王倫が僅かな手切れ金で晁蓋らを追い払おうとするため激怒、これを斬り殺し晁蓋を新たな首領とした。なおこの時、林冲は夫人を救出し山へ迎えようとするが、夫人は高衙内に縁組を迫られ続け、耐えきれずに自害した後であった。これを知った林冲は涙を流して悲しんだ。
梁山泊軍では序盤は軍の主力として活躍、祝家荘との戦いでは女傑・扈三娘に格の違いを見せつけこれを捕縛、続く高唐州戦では敵の先鋒于直を瞬殺した。しかし呼延灼との戦いでは流矢に当たって重傷を負いしばらく戦線を離れた。晁蓋死後から108星集結までの戦いには曾頭市との再戦を除いて全て参加、活躍する。
百八星集結後は騎兵五虎将の一人として官軍との戦いでも活躍。朝廷の帰順には当然絶対反対を唱え、捕虜となった高俅を殺害する好機を狙い続けていたが、結局梁山泊は朝廷に帰順した。しかしその後も以前と同じように働き続け、多くの敵将を倒したが、方臘討伐後凱旋途中に駐屯した六和寺で中風にかかり倒れ、武松と共に六和寺にとどまり療養したが半年後に死去した。

## 補足
林冲は『水滸伝』物語成立の中で、比較的遅く登場した人物である。宋末元初の周密が記した『癸辛雑記』に引く龔聖与の「宋江三十六人賛」（北宋末の盗賊団「宋江三十六人」に対する賛辞）では名前がまだ見えない。時代が下り、水滸伝の原型となった説話集『大宋宣和遺事』で13位に名前が載っている。現行『水滸伝』での林冲が活躍する第8回から12回にかけての用字や人称代名詞の使用法は、その前後とかなり異なっており、林冲およびその説話が水滸伝成立の後期段階で挿入されたことが窺える。京都府立大学の小松謙は、おそらくそれは『林冲宝剣記』であったろうとする。